# Cure Bowl 2016
Match précédent Match suivant
Le Cure Bowl 2016 est un match de football américain de niveau universitaire  joué après la saison régulière de 2016, le 17 décembre 2016 au Camping World Stadium d'Orlando en Floride. 
Il s'agit de la 2e édition du Cure Bowl.
Le match a mis en présence les équipes des Red Wolves d'Arkansas State issue de la Sun Belt Conference et des Knights d'UCF issue de l'American Athletic Conference.
Il a débuté à 17 h 39 locales et a été retransmis en télévision sur ESPN.
Sponsorisé par la société AutoNation, le match fut officiellement dénommé le AutoNation Cure Bowl 2016.
Arkansas State gagne le match sur le score de 31 à 13.

## Présentation du match
| Équipes                                                                                 | Conférences | Entraîneurs    | Stats. saison rég. | Classements avant le bowl (CFP/AP/Coaches) |
| --------------------------------------------------------------------------------------- | ----------- | -------------- | ------------------ | ------------------------------------------ |
| Red Wolves d'Arkansas State                                                             | Sun Belt    | Blake Anderson | 7-5                | NC                                         |
| Knights d'UCF                                                                           | AAC         | Scott Frost    | 6-6                | NC                                         |
| Arbitre : Kevin Mar (MWC) Équipe donnée favorite par les bookmakers : UCF à 7 contre 1. |             |                |                    |                                            |

Il s'agit de la 2e rencontre entre ces deux équipes, la première ayant eu lieu en 1991 (victoire d'UCF 31 à 20 au Centennial Bank Stadium).

### Red Wolves d'Arkansas State
Avec un bilan global en saison régulière de 7 victoires pour 5 défaites, Arkansas State est éligible et accepte l'invitation pour participer au Cure Bowl de 2016.
Ils terminent 2e de la Sun Belt derrière Appalachian State.
À l'issue de la saison 2016 (bowl compris), ils n'apparaissent pas dans les classements CFP , AP et Coaches.
Il s'agit de leur 1er apparition au Cure Bowl et de leur 6e participation consécutive à un bowl d'après saison régulière.

### Knights d'UCF
Avec un bilan global en saison régulière de 6 victoires pour 6 défaites, UCF est éligible et accepte l'invitation pour participer au Cure Bowl de 2016.
Ils terminent 3e de la East Division de l'American Athletic Conference derrière no 23 Temple et no 25 South Florida, avec un bilan en division de 4 victoires pour 4 défaites.
À l'issue de la saison 2016 (bowl compris), ils n'apparaissent pas dans les classements CFP , AP et Coaches.
Il s'agit de leur 1er apparition au Cure Bowl.

## Résumé du match
| QT          | Temps       | Drive       | Drive       | Drive       | Équipe      | Description de l'action | Score | Score |
| QT          | Temps       | Jeux        | Yards       | TDP         | Équipe      | Description de l'action | ASU   | UCF   |
| ----------- | ----------- | ----------- | ----------- | ----------- | ----------- | --- | ----- | ----- |
| 1           | 10:59       | -           | -           | -           | ASU         | TD à la suite d'un Punt bloqué et recouvert dans la end-zone par B.J. Edmonds + 1 point de conversion par K Sawyer Williams                  | 7     | 0     |
| 1           | 04:24       | 6           | 70          | 01:54       | ASU         | Field Goal de 22 yards par K Sawyer Williams                                                                                                 | 10    | 0     |
| 1           | 02:48       | 3           | 16          | 01:36       | ASU         | TD de 28 yards par WR Kendall Sanders à la suite d'une réception de passe de QB Justice Hansen + 1 point de conversion par K Sawyer Williams | 17    | 0     |
| 2           | 09:31       | 4           | 48          | 01:25       | UCF         | TD de 11 yards par Taylor Oldham 1à la suite d'une réception de passe de QB McKenzie Milton + 1 point de conversion par K Matthew Wright     | 17    | 7     |
| 2           | 01:04       | 4           | 3           | 01:02       | UCF         | Field Goal de 45 yards par K Matthew Wright                                                                                                  | 17    | 10    |
| 3           | 14:09       | 3           | 73          | 00:51       | ASU         | TD de 75 yards par WR Kendall Sanders à la suite d'une réception de passe de QB Justice Hansen + 1 point de conversion par K Sawyer Williams | 24    | 10    |
| 3           | 04:52       | 7           | 32          | 02:05       | UCF         | Field Goal de 34 yards par K Matthew Wright                                                                                                  | 24    | 13    |
| 4           | 14:54       | 3           | 37          | 00:37       | ASU         | TD de 17 yards par WR Kendall Sanders à la suite d'une réception de passe de QB Justice Hansen + 1 point de conversion par K Sawyer Williams | 31    | 13    |
| Score final | Score final | Score final | Score final | Score final | Score final | Score final | 31    | 13    |

## Statistiques[6]
| Statistiques par Équipes               | Statistiques par Équipes       | Statistiques par Équipes       |
| Statistiques                           | ASU                            | UCF                            |
| -------------------------------------- | ------------------------------ | ------------------------------ |
| 1er downs                              | 8                              | 17                             |
| Conversion de 3e Down                  | 3/17                           | 3/18                           |
| Conversion de 4e Down                  | 0/1                            | 0/2                            |
| Jeux–yards                             | 64 jeux pour 234 yards         | 78 jeux pour 223 yards         |
| Yards à la course                      | 38 courses pour 29 yards (0.8) | 30 courses pour 12 yards (0.4) |
| Yards à la passe                       | 205                            | 175                            |
| Passes : Réussies-Tentées-Interceptées | 12/26, 0 int.                  | 26/48, 0 int.                  |
| Réussite en zone rouge/chances         | 3/4                            | 2/2                            |
| TD                                     | 4                              | 1                              |
| Field Goals                            | 1/1                            | 2/2                            |
| Sacks (Nombre-Yards gagnés)            | 8/30                           | 2/17                           |
| Fumbles (Nombre/Perdus)                | 3/1                            | 3/3                            |
| Pénalités (Nombre/Yards perdus)        | 15/140                         | 11/82                          |
| Temps de possession                    | 31:17                          | 28:43                          |

| Meilleur Joueur (MVP) | Meilleur Joueur (MVP) | Meilleur Joueur (MVP) |
| --------------------- | --------------------- | --------------------- |
| Nom                   | Équipe                | Poste                 |
| Kendall Sanders       | ASU                   | WR                    |

| Statistiques Individuelles | Statistiques Individuelles                                         | Statistiques Individuelles |
| -------------------------- | ------------------------------------------------------------------ | -------------------------- |
| Quaterbacks                |                                                                    |                            |
| ASU                        | Justice Hansen : 12/26, 205 yards, 3 TDs, 0 Int., QB Rating=150.5% |                            |
| UCF                        | McKenzie Milton : 22/39, 175 yards, 1 TD, 0 int., QB Rating=102.6% |                            |
| Meilleurs Coureurs         |                                                                    |                            |
| ASU                        | Daryl Rollins-Davis : 5 courses pour 32 yards                      |                            |
| UCF                        | Jawon Hamilton : 10 courses pour 14 yards                          |                            |
| Meilleurs Receveurs        |                                                                    |                            |
| ASU                        | Kendall Sanders : 5 réceptions pour 127 yards, 3 TDs               |                            |
| UCF                        | Taylor Oldham : 5 réceptions pour 56 yards, 1 TD                   |                            |
| Meilleurs Tackleurs        |                                                                    |                            |
| ASU                        | Humes Chris : 6 tacles solo, 3 assistes, 1 sack                    |                            |
| UCF                        | Brim Demeitre : 2 tacles solo et 12 assistes                       |                            |